# Houshiel ben Elhanan
Ḥoushiel ben Elhanan (hébreu : חושיאל בן אלחנן) est un rabbin du Xe siècle, devenu l'un des principaux talmudistes de son temps. Il dirigea le centre d'études de la communauté juive de Kairouan, faisant de ce centre l'un des pôles de savoir du monde juif, relativement indépendant des académies talmudiques de Babylonie.

## Éléments biographiques

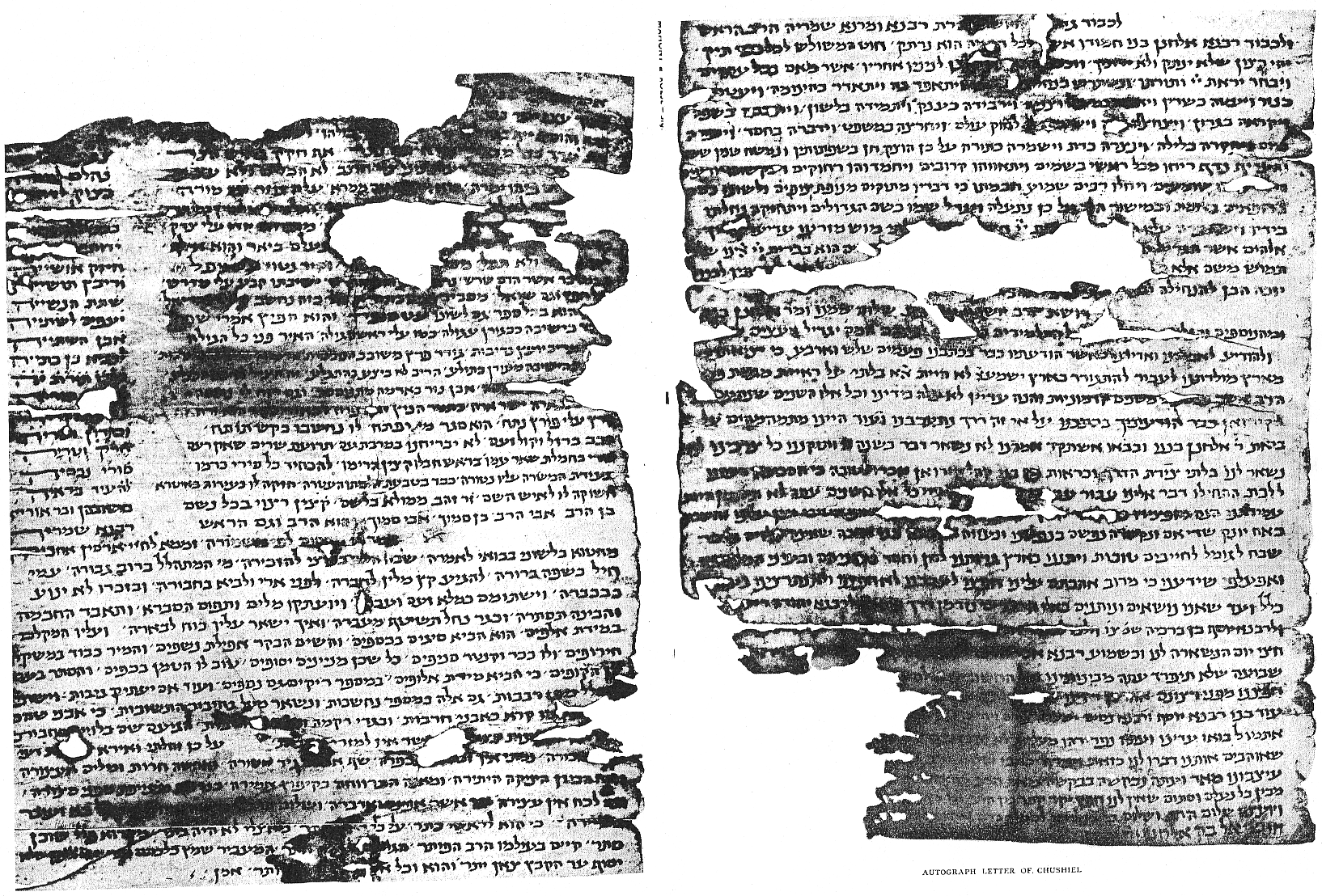
Le manuscrit autographe de Houshiel, découvert par Salomon Schechter dans la Guenizah du Caire. Dans son article, Schechter fournit aussi une retranscription des sections lisibles, ainsi qu'une brève analyse de la grammaire et du contenu de la lettre.

Sa vie n'est connue jusqu'au début du XXe siècle que par ce qu'en rapporte Abraham ibn Dawd dans son Sefer HaQabbala : Houshiel serait, avec Shemarya ben Elhanan, Moshe ben Hanokh et un autre dont le nom n'est pas mentionné, l'un des quatre étudiants partis de Bari vers Sébaste afin de lever des fonds pour l'académie talmudique de Soura, sur le déclin. 
Cependant, ils sont capturés par un pirate hispano-maure, l'amiral Ibn Roumahis (ou Ibn Demahin), qui connaît la valeur de ses prisonniers et l'importance des sommes que les communautés juives sont prêtes à débourser pour rédimer l'un des leurs tombés en esclavage. 
Effectivement, Houshiel, vendu comme esclave en Afrique du Nord, est racheté au prix fort par la communauté de Kairouan, un centre d'études talmudiques de longue date. Sa connaissance du Talmud lui permet de prendre la présidence du beit midrash (centre d'études), probablement après la mort de Jacob ben Nissim.
Ce récit est accepté comme une vérité historique, jusqu'à ce que Solomon Schechter publie une lettre autographe de Houshiel, découverte parmi les documents de la Guéniza du Caire (un entrepôt de documents mis au rebut dans une pièce de la synagogue Ben Ezra). Adressée à Shemarya ben Elhanan, grand rabbin du Caire, censé avoir été capturé en même temps que Houshiel, cette missive suggère fortement que Houshiel était simplement parti rendre visite à des amis en pays musulmans, et qu'il a été retenu par la communauté de Kairouan. Le récit d’Abraham ibn Dawd ne serait par conséquent qu'un mythe étiologique, visant à expliquer le déplacement des centres d'études du Talmud de la Babylonie vers l'Afrique du Nord et l'Espagne.
Cette conclusion a été généralement acceptée par les savants de la Wissenschaft des Judentums et des mouvements qui la prolongent ; elle est en revanche contestée par des historiens plus proches du judaïsme orthodoxe, comme Isaac Halévy.
Le manuscrit de Houshiel a permis d'autres éclaircissements, notamment sur l'origine des étudiants. En effet, Grätz, Harkavy, et Kaufmann affirmaient qu'ils venaient de Babylonie, et avaient été capturés sur le chemin du retour, tandis que Rapoport, Weiss et Isaac Halévy estimaient que Houshiel, au moins, était natif d'Italie ; selon une autre source, il était originaire d'Espagne. La lettre confirme la seconde hypothèse, Houshiel disant provenir du pays des incirconcis (’arelim) c'est-à-dire des pays chrétiens. Par ailleurs, cette origine italienne explique l'emploi du Talmud de Jérusalem dans les œuvres de ses disciples, car la communauté juive d'Italie du Sud dépendait à l'époque du l'académie de la terre d'Israël, alors que le centre de Kairouan était placé, à l'époque de Jacob ben Nissim, sous l'autorité spirituelle des académies talmudiques babyloniennes (et donc du Talmud de Babylone).
Houshiel eut de nombreux disciples, dont les plus brillants étaient son propre fils, Hananel, et Nissim ben Jacob, le fils de Jacob ben Nissim. Selon la lettre de la Guéniza, il semble avoir eu un autre fils, nommé Elhanan, à moins qu'il ne s'agisse de Hananel.

## Œuvre
Il n'est pas possible de savoir, faute de matériel, si Houshiel a rédigé le moindre livre. Toutefois, quelques-uns de ses enseignements ont été transmis par ses disciples. Par exemple, Nissim ben Jacob rapporte dans son Mafteaḥ (p. 13) que l'histoire qui a, selon le Talmud et sans autres précisions, été racontée par Rav Papa, lui a été intégralement transmise (à lui, Nissim) par Houshiel. Hananel donne lui aussi des explications au nom de son père.

## Influence
Houshiel semble avoir été l'un des plus grands, sinon le plus grand, maîtres de Talmud du Xe siècle. Samuel HaNaggid, dirigeant des communautés juives andalouses, ordonne, à l'annonce de son décès, que des offices de mémorial soient tenus en son honneur à Grenade, Lucena et Cordoue. Samuel écrit aussi une lettre de condoléances à Hananel ; cette lettre a été publiée par Firkovich dans Ha-Karmel, viii., traduite en allemand par David Kaufmann et publiée dans le Magazin de Berliner. La lettre de Samuel se termine par un poème qui suit la métrique Hazaj et est écrite dans un style très difficile ; Samuel loue la connaissance et la vertu de Houshiel, complimentant également Hananel.